# التهاب الأنف
التهاب الأنف (بالإنجليزية:Rhinitis, coryza) هو تهيج والتهاب الغشاء المخاطي داخل الأنف. وتتضمن أعراضه الشائعة انسداد الأنف، وسيلان الأنف، والعطاس، وتنقيط أنفي خلفي.
يحدث الالتهاب بسبب الفيروسات، أو البكتيريا، أو المهيجات، أو المواد المسببة للحساسية. إنّ النوع الأكثر شيوعًا من التهابات الأنف هو التهاب الأنف التحسسي، والذي يحدث عادةً عن طريق المواد المسببة للحساسية المحمولة جوّاً مثل حبوب اللقاح والوبر. قد يسبب التهاب الأنف التحسسي أعراض إضافية، مثل العطاس والحكة الأنفية، والسعال، والصداع، والتعب، والتوعك، والضعف الإدراكي. قد تؤثر المواد المثيرة للحساسية أيضًا على العينين، مما يتسبب في احمرار العينين أو جعلهما دامعتين، أو التسبب في حكة فيهما أو انتفاخ حولهما. ينتج الالتهاب عن توليد كميات كبيرة من المخاط، وعادة ما يسبب هذا سيلان الأنف، بالإضافة إلى انسداد الأنف وتقطير أنفي خلفي. في حالة التهاب الأنف التحسسي، يحدث الالتهاب بسبب زوال تحبب الخلايا البدينة في الأنف. عندما تتحلل الخلايا البدينة، فإنها تطلق الهيستامين والمواد الكيميائية الأخرى، وهذا يؤدي إلى بدء عملية التهابية يمكن أن تسبب أعراض خارج الأنف، مثل التعب والتوعك. في حالة التهاب الأنف المعدي، قد يؤدي أحيانًا إلى التهاب رئوي، إما فيروسي أو بكتيري. يحدث العطاس أيضًا في التهاب الأنف المعدي لطرد البكتيريا والفيروسات من الجهاز التنفسي.
إن التهاب الأنف شائع جدًا. لكن التهاب الأنف التحسسي أكثر شيوعًا في بعض البلدان من غيره؛ في الولايات المتحدة، حوالي 10 ٪ - 30 ٪ من البالغين يتأثرون به سنويًا. يشير التهاب الأنف المختلط (MR) إلى المرضى الذين يعانون التهاب الأنف غير التحسسي والتهاب الأنف التحسسي معًا. التهاب الأنف المختلط هو نوع محدد من أنواع التهاب الأنف. قد يمثل ما بين 50 و 70 ٪ من جميع المرضى التهاب الأنف التحسسي. ومع ذلك، لم يتم تأكيد الانتشار الحقيقي لالتهاب الأنف المختلط حتى الآن.

## الأنواع
يصنف التهاب الأنف إلى ثلاثة أنواع (على الرغم من أن التهاب الأنف المعدي يعتبر عادة تشخيص سريري منفصل بسبب طبيعته المؤقتة): (1) يشمل التهاب الأنف المعدي الالتهابات البكتيرية الحادة والمزمنة؛ (2) التهاب الأنف غير التحسسي (الحركي الوعائي) يشمل التهاب الأنف مجهول السبب والهرموني والضموري والمهني والتذوقي، وكذلك التهاب الأنف الدوائي (الذي تسببه الأدوية)؛ (3) التهاب الأنف التحسسي الناجم عن حبوب اللقاح والعفن ووبر الحيوانات والغبار وبلسم البيرو وغيره من المواد المثيرة للحساسية المستنشقة.

### التهاب الأنف المعدي
يحدث التهاب الأنف بشكل شائع بسبب عدوى فيروسية أو بكتيرية، بما في ذلك نزلات البرد التي تسببها فيروسات الأنف والفيروسات التاجية وفيروسات الإنفلونزا، وينجم البعض الآخر من التهابات الأنف عن الفيروسات الغدانية وفيروسات نظير الإنفلونزا البشرية والفيروس التنفسي المخلوي البشري والفيروسات المعوية أكثر من الفيروسات الأنفية، والفيروس الرئوي التالي وفيروس الحصبة، أو التهاب الجيوب الأنفية البكتيري الذي تحدث عادةً نتيجة الإصابة بالعقدية الرئوية والمستدمية النزلية والموراكسيلة النزلية. تشمل أعراض البرد الشائع: سيلان الأنف والعطس والتهاب الحلق (التهاب البلعوم) والسعال والاحتقان وصداع خفيف.

## الاختبارات
حساسية مفرطة للبرد[بحاجة لمصدر].

## العلاج
الفقرة الاخيرة في العلاج يمكن إضافة البابونج إلى الماء المغلي فيعطي نتائج جيدة ومفيدة.

## وصلات خارجية
- تفاصيل إضافية ومعلومات عن التهاب الأنف.
- عرض تقديمي عن التهاب الأنف من الأكاديمية الأمريكية لأطباء العائلة.